# Zagrebački velesajam
Zagrebački velesajam (ZV) je naziv za tvrtku koja organizira gospodarske izložbe ili sajamske priredbe, a bio je i sinonim za dvije najveće (i svojevremeno jedine) sajamske priredbe: Zagrebački velesajam (proljetni) i Zagrebački velesajam (jesenski). Poštanski broj je 10020.

## Povijest
Zagrebački velesajam je pravni sljednik Zagrebačkog zbora koji je Odlukom Izvršnog odbora Gradskog Narodnog Odbora, 22. veljače 1946. raspušten, a njegova imovina dana na raspolaganje Gradskom Narodnom Odboru. Istovremeno je ustrojen Zagrebački velesajam, koji je organizirao prvi poslijeratni sajam.
- 1947. (31. svibnja – 9. lipnja) prva poslijeratna izložba na prostorima bivšeg Zagrebačkog zbora u Savskoj (današnji Studentski centar Sveučilišta u Zagrebu). Prostore je prvo trebalo urediti, jer su se tijekom rata koristili kao vojarna. Na tom sajmu sudjelovali su osim brojnih domaćih izlagača i izlagači iz inozemstva; SSSR, Poljska, Bugarska, Albanija, Mađarska, Francuska, Švicarska, Nizozemska, Italija, Sjedinjene Američke Države, Belgija i Egipat.
- 1955. Zagrebački gradonačelnik Većeslav Holjevac donio je odluku o preseljenju Zagrebačkog velesajma na novu lokaciju, na livade preko Save.
- Od 1953. uz dotadašnji Jesenski međunarodni zagrebački velesajam  (priredba 1947. je bila izuzetak, jer je održana u proljeće) uveden je i Proljetni međunarodni zagrebački velesajam.
- 1956. Jesenji zagrebački velesajam održan je na dvije lokacije (u Savskoj i Novom Zagrebu). Otvorenje je pratila TV (to je bio prvi javni TV prijenos u tadašnjoj državi). Prvi put je Zagrebački velesajam otvorio predsjednik države Josip Broz Tito.[1]

Od te godine velesajam se održava na novim prostorima u Novom Zagrebu. Tijekom 60-ih, prostor se toliko proširio da je Zagrebački velesajam izbio po mnogim parametrima (izlagačka površina, broj izlagača, broj posjetitelja) u red najvećih svjetskih sajmova.
Od kraja 60-ih, mijenja se koncepcija sajmovanja, od dvije velike masovne izložbe općeg tipa, ka brojnim specijaliziranim sajmovima. 
Zagrebački velesajam član je Međunarodog udruženja sajmova UFI-a (francuski: Union des Foires Internationales).

## Sajmovi
Nepotpun popis
- Zagrebački sajam nautike, međunarodni sajam nautike
- Dani lova i ribolova, sajam opreme za lov i ribolov
- Beauty & Hair EXPO Zagreb, međunarodni sajam kozmetike, frizerstva i opreme za salone
- Zagreb Auto Show, međunarodni salon automobila, motocikala, gospodarskih vozila i prateće industrije
- BIAM, međunarodni sajam alatnih strojeva i alata
- Zavarivanje, međunarodni sajam zavarivanja i antikorozivne zaštite
- Zagrebački obrtnički sajam, sajam obrtništva i obrtničkih zanimanja
- Worldskills Croatia
- Dentex, međunarodni sajam dentalne medicine
- Pravo doba, sajam za zrele generacije
- Ambienta, međunarodni salon namještaja, unutarnjeg uređenja i prateće industrije
- Interliber, međunarodni sajam knjiga
- Infogamer, međunarodni sajam videoigara i opreme
- Inova, hrvatski salon inovacija s međunarodnim sudjelovanjem
- Growing up, sajam radosti bez granica za djecu i roditelje
- CroAgro, međunarodni sajam poljoprivrede, poljoopreme i mehanizacije
- Sajmovi hrane i zdravog življenja (Organica, Apitera, Kronoplja, Mystic), međunarodni sajmovi hrane, organske proizvodnje i zdravog življenja

## Kulturno-povijesna cjelina Zagrebačkog Velesajma
Kulturno-povijesna cjelina Zagrebačkog Velesajma zaštićeno je kulturno dobro.

## Paviljoni
Zagrebački velesajam prostire se na zemljištu veličine 560895m². Zemljište je omeđeno Avenijom Dubrovnik na jugu, Avenijom Većeslava Holjevca na istoku, Ulicom Joszefa Antalla na sjeveru i Ulicom Radoslava Cimermana na zapadu.
Prvu urbanističku koncepciju Velesajma dao je arhitekt Marijan Haberle, no cijeli je kompleks, uz njegovo sudjelovanje u projektiranju nekolicine paviljona, ipak stvoren po urbanističkoj matrici Božidara Rašice koji je predvidio velik broj objekata koji se mogu koristiti i izvan predviđenih sajamskih termina.
| #                                     | Naziv                                                                          | Površina [m²] | Projektant(i)                                      | Izgrađen      | Srušen (s) / Premješten (p) | Bilješke |
| ------------------------------------- | ------------------------------------------------------------------------------ | ------------- | -------------------------------------------------- | ------------- | --------------------------- | --- |
| 1                                     | [ 5 ]                                                                          |               |                                                    | 1956.         | 1975. (s)                   | |
| 2                                     | [ 6 ]                                                                          |               |                                                    | 1956.         | 1975. (s)                   | |
| 3                                     | [ 7 ]                                                                          |               |                                                    | 1956.         | 1975.?? (s)                 | |
| 4                                     | [ 8 ]                                                                          |               |                                                    | 1956.         | 1975.?? (s)                 | |
| 1                                     | Jugoslavenski paviljon                                                         |               | Božidar Rašica                                     | 1976.         | ne                          | U paviljonu se nalazi prva atletska dvorana s kružnom stazom u Hrvatskoj, koja je otvorena 2018. |
| 2                                     | Jugoslavenski paviljon                                                         |               | Božidar Rašica                                     | 1976.         | ne                          | |
| 5                                     | Laka industrija I (Jugoslavenski paviljon)                                     |               | Marijan Haberle                                    | 1956.         | ne                          | |
| 6                                     | Laka industrija II (Jugoslavenski paviljon)                                    |               | Marijan Haberle                                    | 1956.         | ne                          | |
| 7                                     | Austrijski paviljon                                                            |               | Božidar Kolonić                                    | 1969.         | ne                          | |
| 7a                                    | [ 20 ]                                                                         |               | Đivo Dražić & Edvin Šmit                           | 1987.         | ne                          | dogradnja |
|                                       | Mađarski paviljon                                                              |               | I. Brijeska                                        | 1956.         | 1959. (s)                   | Razmontiran da bi se napravilo mjesta za paviljon #8 SR Njemačke. 1960. ili 1961. Mađari su paviljon privremeno ponovno sastavili pored paviljona #8 SR Njemačke. Kasnije su Mađari preselili u paviljon #22. |
| 8                                     | SR Njemačka                                                                    |               | Peter Pixis                                        | 1960.         | ne                          | Sagrađen na mjestu mađarskog paviljona. |
| 8a                                    | [ 24 ]                                                                         |               | Božidar Rašica                                     | 1968.ili1969. | ne                          | dogradnja |
| 8b                                    | [ 25 ]                                                                         |               | Božidar Rašica                                     | 1968.ili1969. | ne                          | dogradnja |
| 9                                     | SSSR / Paviljon Sovjetskog saveza                                              |               | M. Premužak ili Jurij Abramov                      | 1956.         | ne                          | Scene iz filma "Koja je ovo država" (2019.) snimljene su unutar ovog paviljona. |
| 9a                                    | [ 31 ]                                                                         |               |                                                    |               |                             | anex |
| 9b                                    | [ 32 ]                                                                         |               |                                                    |               |                             | anex |
| 10                                    | SR Njemačka                                                                    |               | Büderich                                           | 1968.         | ne                          | Bio je lokacija prvih masovnih tehno partyja u Hrvatskoj sredinom 1990.-ih i lokacija prvog indoor rave festivala “Future Shock” u lipnju 1994. |
| 10a                                   | [ 34 ]                                                                         |               | Đivo Dražić                                        | 1990.         |                             | dogradnja |
| 10 jug                                | [ 35 ]                                                                         |               |                                                    |               |                             | anex |
| 11                                    | Kineski paviljon                                                               |               | Cheng Sung Mao                                     | 1956.ili1957. | ne                          | Jedini originalni kineski paviljon u Europi. |
| 11a                                   |                                                                                |               | Božidar Kolonić                                    | 1971.         | ne                          | dogradnja |
| 11b                                   |                                                                                |               |                                                    |               |                             | |
| 11c                                   |                                                                                |               |                                                    |               |                             | |
| 11d                                   |                                                                                |               |                                                    |               |                             | |
| 12                                    | Drvna industrija paviljon                                                      |               | Dubravko Radošević & Božidar Kolonić               | 1971.         | ne                          | Izgrađen na mjestu drugog talijanskog paviljona. |
| 13                                    | SAD                                                                            |               | Fritz Bornemann                                    | 1967.         | ne                          | |
| 14                                    | Jugodrvo namještaj paviljon                                                    |               | Ivan Vitić                                         | 1957.         | ne                          | |
| 14a                                   | Marles namještaj paviljon                                                      |               | Ludvig ili Ludvik Sedonja                          | 1976.         |                             | |
| 15                                    | Talijanski paviljon                                                            |               | Raffaele Contigiani, konstrukcija Giuseppe Sambito | 1961.ili1962. | ne                          | |
| 21                                    | Talijanski paviljon                                                            |               | Raffaele Contigiani & Mario De Renzi               | 1956.         | 1990.-neke (s)              | Prodan Poljacima 1959. za korištenje kao izložbeni prostor jer je te godine njihov originalni paviljon srušen. Nakon rušenja ostali su samo betonski temelji na kojima je ?? godine izgrađen filmski set za seriju "Dar Mar". Bio je to najveći jednodijelni filmski set do tada izgrađen za hrvatsku produkciju. |
| 12 ??                                 | Talijanski paviljon                                                            |               | Raffaele Contigiani ??                             | 1959.         | 1970. (s)                   | Bio na mjestu paviljona #12 Drvna industrija. Talijani su koristili paviljon 3 godine te ga 1962. prodali Nizozemcima za njihovo korištenje kao izložbeni prostor. Nizozemci su 1970. paviljon predali ZV-u koji ga je srušio i na njegovom mjestu je izgrađen paviljon #12 Drvne industrije. |
|                                       | Poljski paviljon                                                               |               | N. Kokozov ??                                      | 1956.         | 1959. (s)                   | Srušen da bi se napravilo mjesta za #39 SSSR paviljon. |
|                                       | Poljski paviljon                                                               |               |                                                    | 1956.         | 1966. (s)                   | |
| 16                                    | Slovenijales namještaj paviljon                                                |               | Božidar Rašica ili Božidar Kolonić                 | 1964.         |                             | |
| 17                                    |                                                                                |               |                                                    |               |                             | |
| 18                                    | DR Njemačka                                                                    |               | Richard Paulick                                    | 1957.         | ne                          | |
| 19                                    | Rumunjski paviljon                                                             |               | Ressu                                              | 1956.ili1957. |                             | |
| 20                                    | ČSSR / Čehoslovački paviljon                                                   |               | Josef Hrubý ili Baron                              | 1956.         | ne                          | U 1980.-im je konvertiran u badmintonski i teniski centar. Franjo Tuđman je tu igrao tenis pa je paviljon koji je bio na rubu rušenja 1990.-ih popravljen i obnovljen. |
| 20a                                   | [ 56 ]                                                                         |               | Josef Hrubý                                        | 1956.         | 1990.-neke (s)              | aneks |
| 21                                    |                                                                                |               |                                                    |               |                             | |
| 22                                    | Mađarski paviljon                                                              |               | Marijan Haberle                                    | 1956.         |                             | |
| 23                                    | Lesnina namještaj paviljon                                                     |               | Pavel Göstl                                        | 1970.         |                             | |
| 24                                    | Vaso Miškin Crni željeznička radionica                                         |               | Lujo Schwerer                                      | 1961.         | ne                          | |
| 25                                    | Laka industrija III (Jugoslavenski paviljon)                                   |               | Marijan Haberle                                    | 1961.         | ne                          | |
| 25 jug                                | [ 58 ]                                                                         |               |                                                    |               | ne                          | anex |
|                                       | Ready-Made Department Store paviljon                                           |               | Ninoslav Kučan & Aleksandar Dragomanović           | 1957.         | 1960. (p)                   | Bio na lokaciji paviljona #25. Izgrađen za posebnu izložbenu seriju “Porodica i domaćinstvo” (“Family & Household”). Paviljon je premješten u Prašku 7 i nazvan Modna kuća “Standard”. Rekonstruiran je u 90 dana i otvoren u travnju 1960. Podignut je na lokaciji Zagrebačke sinagoge koju su 1942. zlonamjerno srušile Ustaške vlasti. Modna kuća “Standard” je misteriozno izgorjela u požaru na novogodišnji dan 1980.                                                      |
|                                       | Supermarket paviljon                                                           |               | Stjepan Milković, Zdravko Gmajner & Emil Ladinek   | 1957.         | 1959. (p)                   | Bio na lokaciji paviljona #25. Izgrađen za posebnu izložbenu seriju “Porodica i domaćinstvo” (“Family & Household”). Paviljon je kupio hrvatski lanac trgovina NaMa (“NArodni MAgazin”). Rekonstruiran je na Trešnjevačkom trgu 1 i otvoren u rujnu 1960. To je bila prva robna kuća mješovite robe u Zagrebu tijekom socijalizma. Zbog popularnosti, dodatnih 6 je izgrađeno u Zagrebu do kraja iste godine. Prva NaMa na Trešnjevačkom trgu i dalje postoji na istoj lokaciji. |
| 26                                    |                                                                                |               |                                                    |               |                             | |
| 27                                    |                                                                                |               |                                                    |               |                             | |
| 28                                    | Đuro Đaković paviljon                                                          |               | Miroslav Begović & ?? Viličić                      | 1961.         | ne                          | |
| 29                                    | Zanatstvo                                                                      |               | Drago Korbar                                       | 1958.         |                             | |
| 30                                    | INGRA paviljon                                                                 |               | Vjenčeslav Richter                                 | 1962.         |                             | |
| 31                                    | Rade Končar paviljon                                                           |               | Zvonimir Marohnić & Drago Korbar                   | 1957.         | ne                          | |
| 32                                    | Energoinvest paviljon                                                          |               | Zdravko Gmajner                                    | 1960.         | ne                          | |
| 33                                    | Grčki paviljon                                                                 |               | Vlasta Jakovac                                     | 1959.         |                             | |
| 34                                    | SAD                                                                            |               | Ivo Geršić ili Walter Dorwin Teague                | 1957.         | ne                          | |
| 34 istok                              | [ 68 ]                                                                         |               |                                                    |               |                             | anex |
| 35                                    | DR Njemačka / DDR                                                              |               | Božidar Rašica                                     | 1964.         | ne                          | U paviljonu je 2011. otvoren prvi indoor kartodrom (zatvorena karting arena) u Hrvatskoj i prvi indoor/outdoor kartodrom u Hrvatskoj (Karting Arena Zagreb); moguće su dvije konfiguracije staze: samo indoor staza ili kombinacija indoor/outdoor staze. |
| 36                                    | Mašinogradnja                                                                  |               | Božidar Rašica                                     | 1957.         | ne                          | Jazz glazbenik Louis Armstrong je sa bendom 1959. održao koncert unutar paviljona. Neke scene iz filma Orsona Wellesa “The Trial” (1962.) snimljene su unutar paviljona. Bio je lokacija NTC-a od 2001. do 2016.ili2017. Još u 1980.-im koristio se kao teniska dvorana. U paviljonu je 2020. otvoren prvi trampolin park u Hrvatskoj (Amazinga). |
| 36a                                   | Mašinogradnja - dogradnja                                                      |               | Božidar Rašica                                     |               |                             | dogradnja |
| 37                                    |                                                                                |               |                                                    |               |                             | |
| 38                                    |                                                                                |               |                                                    |               |                             | |
| 39                                    | SSSR / Paviljon Sovjetskog saveza                                              |               | Branko Pešić ili Boris S. Vilenskij                | 1967.         | ne                          | |
| 40                                    | Vitićev paviljon / Vitićev paviljon nacija / International Collective Pavilion |               | Ivan Vitić, konstrukcija Kruno Tonković            | 1957.         | ne                          | Inicijalno je trebao biti paviljon SR Njemačke. Od 1979. pretvoren u klizalište (Klizalište Velesajam). |
| 41                                    |                                                                                |               |                                                    |               |                             | |
| 42                                    |                                                                                |               |                                                    |               |                             | |
| 43                                    |                                                                                |               |                                                    |               |                             | |
| 44                                    |                                                                                |               |                                                    |               |                             | |
| 45                                    |                                                                                |               |                                                    |               |                             | |
| 46                                    |                                                                                |               |                                                    |               |                             | |
| 47                                    |                                                                                |               |                                                    |               |                             | |
| Ostale zgrade (nesajmovski paviljoni) |                                                                                |               |                                                    |               |                             | |
|                                       | Južni ulaz paviljon                                                            |               | Đivo Dražić & Edvin Šmit                           | 1986.ili1987. | ne                          | |
|                                       | Administrativna zgrada                                                         |               | Marijan Haberle                                    | 1956.         | ne                          | |
|                                       | Administrativna zgrada - dogradnja                                             |               | Zrinka Andrijević                                  | 1965.         | ne                          | |
|                                       | Carinska zgrada Intereuropa                                                    |               | Đivo Dražić & Edvin Šmit                           | 1991.         | ne                          | |
|                                       | Carinsko skladište                                                             |               | Marijan Haberle                                    | 1956.         | ne                          | |
|                                       | Kongresni centar                                                               |               | Božidar Rašica                                     | 1969.         | ne                          | |
| 57                                    | —                                                                              | 250000        | 28+                                                | —             | —                           | — |

Neostvareni planovi
- Istočni ulaz paviljon

Desetljećima su postojali planovi Božidara Rašice za izgradnju velikog ulaznog paviljona i trga uz istočnu stranu sajmišta (kao i 30-katnog nebodera nazvanog „Palača nacija“), ali od tih se planova odustalo početkom 1980-ih iz proračunskih razloga. Kao rezultat toga, kao kompromis prihvaćen je skromniji plan za izgradnju ulaznog paviljona uz južnu granicu sajmišta.
- Višenamjenska Mašinogradnja

Božidar Rašica je izvorno namjeravao unutar paviljona uključiti zamjenjive objekte kako bi se paviljon mogao koristiti kao sportski centar kada se ne održavaju izložbe, no planovi nikada nisu dovršeni. Stoga su bile potrebne preinake koje su oštetile strukturu kako bi se zgrada prilagodila sportskim događajima.

## Vanjske poveznice
- ZV, službene mrežne stranice
  - ZV - mapa sajma
- UIII - Mapiranje Zagrebačkog velesajma
- UIII izložbe o ZV-u
- "Zagrebački velesajam kao poticaj razvoju novozagrebačkog centra", 2012., znanstveni časopis Prostor
- "Zagrebački velesajam na desnoj obali Save", 2019.

45°46′40″N 15°58′12″E / 45.7776405864705°N 15.9700226783752°E